# Som surround 5.1

Configuração de alto-falante mais comum para 5.1; usado por Dolby Digital, SDDS, DTS, THX e Pro Logic II. Cada quadrado preto representa um alto-falante. O alto-falante central na linha superior do quadrado é usado para o diálogo. Os alto-falantes esquerdo e direito em cada lado do alto-falante central são usados para criar som estéreo para música e outros efeitos sonoros no filme. As caixas acústicas surround esquerda e direita criam o efeito de som surround.

Som surround 5.1 ("cinco ponto um") é o nome comum para sistemas de áudio de som surround. 5.1 é o layout mais comumente usado em home theaters. Ele usa cinco canais de largura de banda total e um canal de efeitos de baixa frequência (o "ponto um"). Dolby Digital, Dolby Pro Logic II, DTS, SDDS e THX são sistemas 5.1 comuns. 5.1 é também o componente de áudio de som surround padrão de transmissão digital e música.
Todos os sistemas 5.1 usam os mesmos canais de alto-falante e configuração, tendo um frontal esquerdo e direito, um canal central, dois canais surround (esquerdo e direito) e o canal de efeitos de baixa frequência projetado para um subwoofer.

## Aplicação

### Ordem do canal
A ordem dos canais em um arquivo 5.1 é diferente entre os formatos de arquivo. A ordem nos arquivos WAV é (não completa) frontal esquerdo, frontal direito, centro, efeitos de baixa frequência, surround esquerdo, surround direito.

### Música

Configuração sugerida para ouvir música 5.1

Na música, o objetivo principal do som surround 5.1 é uma localização e equabilidade adequadas de todas as fontes acústicas para um público posicionado ao centro. Portanto, o ideal é que cinco alto-falantes combinados sejam usados.
Para reprodução de música 5.1, a International Telecommunication Union (ITU) recomenda a seguinte configuração (ITU-R BS 775):
- cinco alto-falantes do mesmo tamanho para frente, centro e surround
- distância idêntica dos ouvintes para todos os cinco alto-falantes
- ajuste do ângulo em relação à direção de visualização do público: centro 0°, frontal ±22,5° para filmes ±30° para música, surround ±110°